# Lago Pjaozero
Il lago Pjaozero (in russo Пяозеро?, in finlandese: Pääjärvi) è un grande lago d'acqua dolce sito nella Repubblica di Carelia, nella Russia europea settentrionale.
Tra gli immissari il fiume Oulankajoki, che ha origine in Finlandia e tra i cui tributari c'è il fiume Kitkanjoki, emissario del lago finlandese Yli-Kitka. Anche le acque del lago Topozero scorrono verso il Pjaozero.
Nel lago si trovano molte isole con una superficie totale di 186 km². Queste isole ospitano le capanne dei pescatori locali.